# 前橋市立城南小学校
前橋市立城南小学校（まえばししりつ じょうなんしょうがっこう）は、群馬県前橋市にある公立小学校。

## 概要
城南小かるたという学校独自のかるたがある。

## 所在地
群馬県前橋市六供町1丁目13番地の2

## 沿革
- 1923年（大正12年）
  - 4月 - 桃井小学校から分離、開校。
  - 7月 - 学校後援会発会。
- 1924年（大正14年）2月 - ご真影奉安殿落成式。
- 1928年（昭和3年）10月 - 大字前代田311番地に新校舎建設地鎮祭。
- 1929年（昭和4年）3月 - 大字前代田311番地に校舎（旧校舎）落成。
- 1941年（昭和16年）4月 - 国民学校令（勅令）により、城南国民学校と改称。
- 1942年（昭和17年）11月 - プール竣工式。
- 1943年（昭和18年）
  - 6月 - プール開場式。
  - 9月 - 給食調理室で新築火入れを行う。
- 1946年（昭和21年）8月 - 奉安殿の取り壊し作業を行う。
- 1947年（昭和22年）4月 - 学制改革により、前橋市立城南小学校と改称。
- 1948年（昭和23年）1月 - 城南小学校PTA設立総会。
- 1950年（昭和25年）4月 - 校地拡張。
- 1951年（昭和26年）2月 - 校舎増築工事完成。校庭拡張600坪。
- 1952年（昭和27年）4月 - 天川小学校開校に付き通学路一部変更。
- 1953年（昭和28年）3月 - 創立30周年記念式挙行。
- 1954年（昭和29年）5月 - 校庭拡張84坪。
- 1957年（昭和32年）4月 - 通学区変更、一部中央小学校へ。
- 1958年（昭和33年）6月 - プール改修工事完了。
- 1960年（昭和35年）7月 - 特殊学級開設。学級名を「あけぼの」と決まる。
- 1962年（昭和37年）3月 - 調理室かまど工事完成。
- 1964年（昭和39年）12月 - 創立40周年記念展覧会。
- 1968年（昭和43年）5月 - 町名変更により学校所在地が南町3丁目14番5号となる。
- 1969年（昭和44年）11月 - 校歌完成し、発表会を行う。
- 1971年（昭和46年）7月 - 新校舎地鎮祭。
- 1973年（昭和48年）
  - 1月 - プール起工式。
  - 3月 - 校舎体育館落成式と「伸びゆく子」の像除幕式挙行。
  - 7月 - プール竣工式。
- 1974年（昭和49年）2月 - 創立50周年記念式典。
- 1976年（昭和51年）3月 - スプリングクーラーを外し、ごんべい砂を盛り土。
- 1977年（昭和52年）11月 - 第1回城南小まつり開催。
- 1979年（昭和54年）11月 - 映像システム工事が完成する。
- 1983年（昭和58年）
  - 8月 - 60周年記念としてぴょんぴょん円盤、谷川渡りを設置。
  - 10月 - 創立60周年行事として、大滝ネット寄贈（地区より）。
- 1993年（平成5年）11月 - 開校70周年記念式典挙行。
- 1998年（平成10年）10月 - 校舎耐震工事完成。
- 1999年（平成11年）11月 - コンピューター室に児童用パソコン設置。
- 2000年（平成12年）
  - 2月 - 校内LANケーブル配線工事。
  - 12月 - 城南小WEBページ公開。
- 2001年（平成13年）8月 - 第1期校舎大規模改造工事。
- 2002年（平成14年）8月 - 第2期校舎大規模改造工事。
- 2003年（平成15年）
  - 6月 - プール竣工式。
  - 8月 - 第3期校舎大規模改造工事。
  - 11月 - 創立80周年記念式典挙行、記念音楽会開催。
- 2005年（平成17年）3月 - 北門の扉を設置。普通教室に扇風機を設置。
- 2006年（平成18年）
  - 1月 - PTAによる、下校時パトロールを開始。
  - 8月 - 防犯カメラ設置。
- 2007年（平成19年）
  - 3月 - 城南山整備。
  - 6月 - 直結給水化。
- 2009年（平成21年）2月 - 授業用コンピューター導入。
- 2013年（平成25年）11月 - 創立90周年記念式典挙行し、記念事業開催。同月、タブレットパソコン導入。
- 2015年（平成27年）
  - 8月 - 無線LAN設置完了。
  - 12月 - タブレットPC活用実践授業公開。
- 2023年（令和5年）11月14日 - 創立100周年記念式典挙行[2]。

## 学区
設立当初の学区は田町、堀川町、田中町、天川原町、六供、市之坪、前代田、宗甫分の4町5大字であったが、その後の学区再編や住居表示による町名変更により、現在の学区は下記の五町となっている。
- 南町二丁目[3]
- 南町四丁目
- 六供町
- 六供町一丁目
- 六供町四丁目

## 学校教育目標
間性豊かな実践力のある児童の育成
- 心豊かで、思いやりのある子
- よく考え、進んで学ぶ子
- ねばり強く、やり抜く子
- 明るく、元気な子

## 学校周辺
- 前橋商業高校
- 群馬県立聾学校
- ろっくひよこプリスクール（幼稚園）
- 六供八幡宮
- 六供こども公園
- 前橋六供郵便局

## アクセス
- 前橋市コミュニティバス「マイバス」西循環で、「前橋商業高校前」バス停下車後、正門（校門）まで徒歩約80m・約1分。
- 永井バス「南52」・「庁52」の各系統は、「城南小入口」バス停を通るが、正門や西門までは、若干の遠廻りとなる。